# Șosea

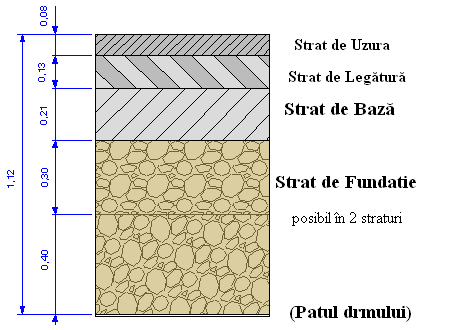
Alcătuirea sitemelor rutiere suple la şosele

Șoseaua este un drum interurban, pietruit sau asfaltat. În mediul urban este o stradă largă, frumos amenajată, la intrarea într-un oraș, care continuă căile de comunicație interurbane și facilitează accesul spre centrul localității. 
Poate fi șosea națională, șosea care leagă între ele centrele importante ale țării și a cărei îngrijire se află în seama administrației centrale sau șoseaua comunală, șosea care leagă mai multe comune între ele, fiind îngrijită de comunele respective. Partea carosabilă a unei străzi este cuprinsă între trotuare. În limba română termenul vine din cuvântul chaussée din limba franceză.
Suprastructura șoselei este acea  parte care conține sistemul rutier și amenajarea terasamentelor. Straturile rutiere se așază pe partea amenajată a terasamentelor care se numește patul drumului. 

## Tipuri de sisteme rutiere
- sisteme rutiere suple (flexibile sau nerigide): - au în componență straturi cu lianți organici, respectiv straturi bituminoase;
- sisteme rutiere rigide: - au îmbrăcămintea din beton de ciment.

## Alcătuirea structurilor rutiere
Există două principii de execuție a straturilor rutiere:
1. principiul macadamului sau al împănării;
2. principiul betonului.